# Casting
Casting (engelska: casting; efter cast, 'kasta') är en idrott där man tävlar i längd- eller precisionskastning med ett fiskespö. Man använder antingen special- eller standardspön och tävlar numera i nio olika grenar. Idrotten, som vuxit fram ur sportfisket, har ett eget internationellt förbund sedan 1954. Tidigare tävlades det (i likhet med sportfiskandet) mot mål i vatten. Sedan 1970 arrangeras världsmästerskapen på land.

## Bakgrund och historik
Casting är ett internationellt ord och kommer från det engelska verbet "to cast". Castingsport är det sedan 1958 officiella internationella namnet för en idrott där utövaren kastar längd eller precision med ett spö – i många fall med spön som kan användas till fiske. Sporten är också framvuxen ur sportfiskares behov av att kasta långt och med hög träffsäkerhet.
USA var föregångare inom sporten, med den första tävlingen 1864 i staten New York. Till Europa kom casting 1880 (London i England), medan den första tävlingen i Sverige arrangerades 1914 (Åsön vid Storsjön, nära Östersund).
Internationella castingförbundet, International Casting Sport Federation (ICSF), grundades 1954. Initiativet till dess grundande kom från USA. Svenska castingförbundet (SCF) är sedan 1961 medlem i Riksidrottsförbundet (RF). 2014 hade SCF drygt 6 000 medlemmar fördelat över 55 föreningar.
Fram till slutet av 1960-talet tävlade man på vatten, och tidigare räknades denna idrott som en variant av sportfiske. 1970 arrangerades det första världsmästerskapet på land. Numera arrangeras alla tävlingar på land – antingen på gräsplaner med 3–5 cm högt gräs eller i sporthallar.
Världsmästerskapen arrangerades första gången 1957. Därefter arrangerades de fram till 2007 på jämna år och kontinentala mästerskap ojämna år. Sverige har stått som värd för världsmästerskapen 1964, 1970, 1978, 2000 och 2018. Europamästerskapet 2007 hölls i Sverige. Från 2008 och framåt har det arrangerats världsmästerskap varje år.
Svensk castingsport har varit mycket framgångsrikt på den internationella arenan, och svenskar har totalt vunnit 117 stycken vid 39 olika världsmästerskap. Sveriges senaste VM-guldmedaljör Gustav Kransberg vann fluga precision på VM 2018. Svenske kastaren Henrik Österberg innehar efter svenska mästerskapen 2021 hela 205 stycken SM-guld.

## Castings nio grenar
I casting tävlar man i nio olika grenar, varav alla härstammar från olika fiskeredskap. Tävlingsgrenarna är uppdelade i tre olika grupper, baserat de olika tävlingsredskapen:
- Fluga
  - Gren 1 – Precision
  - Gren 2 – Längd enhands
  - Gren 6 – Längd tvåhands
- Haspel
  - Gren 3 – Arenberg 7,5 g
  - Gren 4 – Precision 7,5 g
  - Gren 5 – Längd enhands 7,5 g
  - Gren 7 – Längd tvåhands 18 g
- Spinn
Gren 8 – Precision 18 g
Gren 9 – Längd tvåhands 18 g

Varianten flugkastning är nyare och togs upp av Svenska castingförbundet 2010. I Sverige tävlas (2017) i sex flugkastningsgrenar och nio (övriga) castinggrenar.
Precisionskastning benämns också skish, efter engelskans skill in fishing.